# خوان كانو
خوان كانو (بالإنجليزية: Juan Cano)‏ (12 يوليو 1956 بميديلين في كولومبيا - ) هو لاعب كرة قدم أمريكي في مركز الوسط. لعب مع New England Sharks ‏ ونيوإنغلند تي من ‏ وNew Jersey Americans (soccer) ‏ وRhode Island Oceaneers ‏.

## وصلات خارجية
- خوان كانو على موقع قاعدة بيانات كرة القدم.إي يو (الإنجليزية)